# Rouperroux-le-Coquet
Rouperroux-le-Coquet település Franciaországban, Sarthe megyében. Lakosainak száma 270 fő (2022. január 1.). Rouperroux-le-Coquet Saint-Cosme-en-Vairais, Nogent-le-Bernard, Courcival, Terrehault és Bonnétable községekkel határos.

## Népesség
A település népessége az elmúlt években az alábbi módon változott:
| Lakosok száma | 310  | 302  | 303  | 290  | 287  | 282  | 279  | 275  | 270  |
|               | 2013 | 2015 | 2016 | 2017 | 2018 | 2019 | 2020 | 2021 | 2022 |